# مينيديون (أيتوليا كي أكارنانيا)
مينيديون (Μενίδιον) هي مدينة في أيتوليا كي أكارنانيا في مقاطعة كينتريكي إلادا في اليونان.